# 阿尔伯特·冯·勒柯克

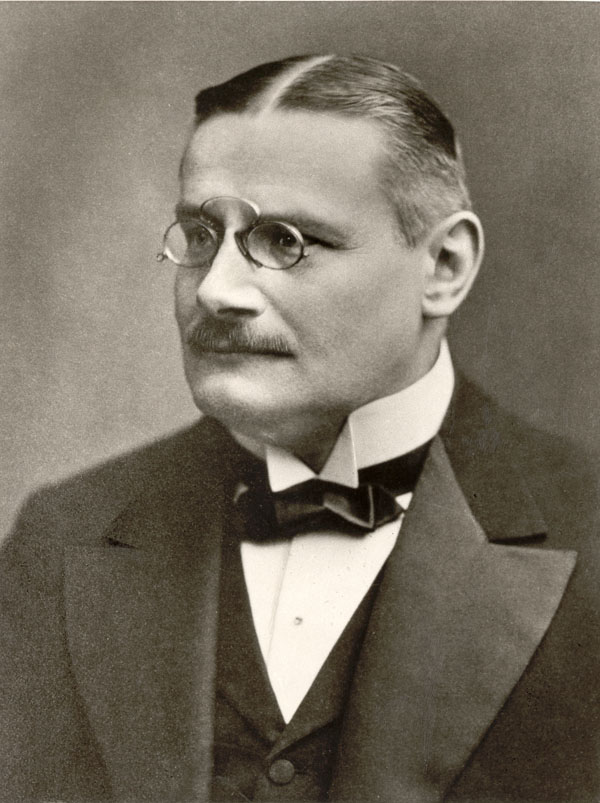
阿尔伯特·冯·勒柯克

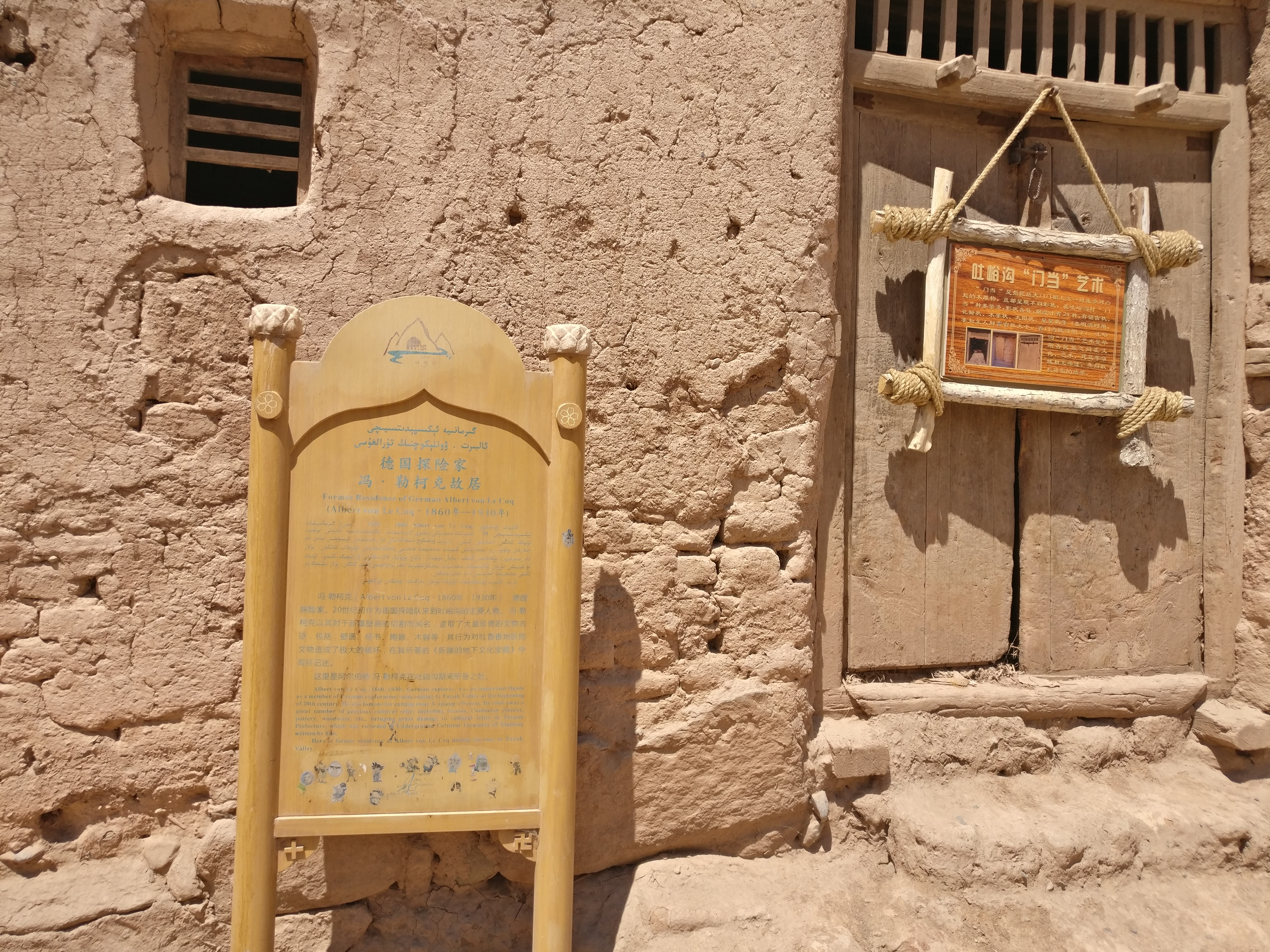
勒柯克在今吐鲁番市鄯善县吐峪沟麻扎村古村落风景区内的故居

阿尔伯特·冯·勒柯克（德語：Albert von Le Coq，1860年9月8日—1930年4月21日），德国探险家。
勒柯克出生于大富之家，这使得他有着足够的金钱和时间投入到中亚地区的探险活动。1902年，他作为柏林民族人类学博物馆馆长格伦威德尔的助手参与组织了前往中国新疆吐鲁番的探险活动，他們率領的德國吐魯番考察隊首次探险大获成功，因此很快他们便受德国皇帝威廉二世之命再度出发。不巧格伦威德尔恰好患病，冯·勒柯克便成为探险队的队长。
冯·勒柯克以其对于新疆壁画的切割而闻名，他不顾格伦威德尔的一再反对，第一个采用狐尾锯对吐鲁番柏孜克里克千佛洞内的佛教和摩尼教壁画进行了大规模切割，其后斯坦因和橘瑞超也采用类似的工具对该地区的壁画进行了切割。他的行为遭到了格伦威德尔等人的批评。